# Lee Jeong-Yun
Lee Jeong-Yun (16 de septiembre de 1996) es una deportista surcoreana que compite en judo. Ganó cuatro medallas en el Campeonato Asiático de Judo entre los años 2017 y 2022.

## Palmarés internacional
| Campeonato Asiático | Campeonato Asiático    | Campeonato Asiático | Campeonato Asiático |
| Año                 | Lugar                  | Medalla             | Categoría           |
| ------------------- | ---------------------- | ------------------- | ------------------- |
| 2017                | Hong Kong (China)      | Medalla de bronce   | –78 kg              |
| 2019                | Fujairah (EAU)         | Medalla de bronce   | –78 kg              |
| 2021                | Biskek (Kirguistán)    | Medalla de bronce   | –78 kg              |
| 2022                | Nursultán (Kazajistán) | Medalla de plata    | –78 kg              |